# Transport United
Maillots
Le Transport United Football Club, plus couramment abrégé en Transport United, est un club bhoutanais de football fondé en 2000, et basé à Thimphou, la capitale du pays.
Le club évolue actuellement dans l'A-Division.

## Palmarès
| Compétitions nationales                                                     |
| --------------------------------------------------------------------------- |
| - Championnat du Bhoutan (5) : - Champion : 2004, 2005, 2006, 2007 et 2018. |

## Personnalités du club

### Présidents du club
- Sangay Dorji

### Entraîneurs du club
- Nawang Dendup